# Aalborghus Gymnasium
Aalborghus Gymnasium, oprettet 1958 som Aalborghus Statsgymnasium, er et gymnasium i Aalborg med ca. 1.100 elever (2013).
Aalborghus Gymnasium har desuden haft HF-kursus lige siden HF-uddannelsen start i 1967.

## Kendte studenter
- 1961: Georg Styrbro, civilingeniør fra Danmarks Tekniske Højskole og adm. direktør
- 1965: Karl Vilhelm Nielsen, juridisk embedseksamen fra AU og formand for Dansk Handicap Idræts-Forbund
- 1967: Frank Aaen, cand.oecon. fra Aalborg Universitetscenter og politiker, folketingsmedlem
- 1969: Poul Elming, opersanger ved Det kongelige Teater
- 1970:
  - Anne Baastrup, cand.jur. fra Københavns Universitet og politiker, folketingsmedlem
  - Ivan Pedersen, musiker
- 1971: Carsten Jensen, forfatter samt mag.art. i litteraturvidenskab og adjungeret professor
- 1972: Elsemette Cassøe, cand.jur. fra Aarhus Universitet og politidirektør
- 1972: Lars Lilholt, musiker
- 1974: Bent Larsen, forhenværende håndboldspiller og atlet
- 1975: Ann-Mette Elten, sangerinde og bachelor i dansk med bifag i kristendomskundskab
- 1977:
  - Tine Lilholt, musiker og håndarbejdslærerinde
  - Zita Hvid, tv-vært og tilrettelægger
- 1981: Jens Harder Højbjerg, journalist
- 1982:
  - Pablo Henrik Llambías, forfatter samt cand.mag. og Forfatterskolens rektor
  - Flemming Møller Mortensen, anæstesisygeplejerske og politiker, MF
- 1983 (ca.): Hans Dueholm, operasanger
- 1984 (ca.): Bjørn Lomborg, cand.scient.pol. og ph.d. samt forsker og forfatter
- 1986: Jesper Steinmetz, journalist
- 1996: Mette Frederiksen, bachelor i administration og samfundsfag samt master i Afrikastudier samt politiker, folketingsmedlem, statsminister og partileder
- 2002: Annika Aakjær, musiker og sangskriveruddannelse på Rytmisk Musikkonservatorium i København
- 2003:
  - Pernille Skipper, cand.jur. fra Københavns Universitet og politiker, folketingsmedlem, politisk ordfører (Enhedslisten)
  - Aske Zidore, musiker (Oh No Ono)
- 2007:
  - Henrik Riel, ph.d., cand.scient. KVT., bachelor i fysioterapi, forsker på Aalborg Universitet

57°1′33″N 9°56′34″Ø / 57.02583°N 9.94278°Ø